# صحرای نگب

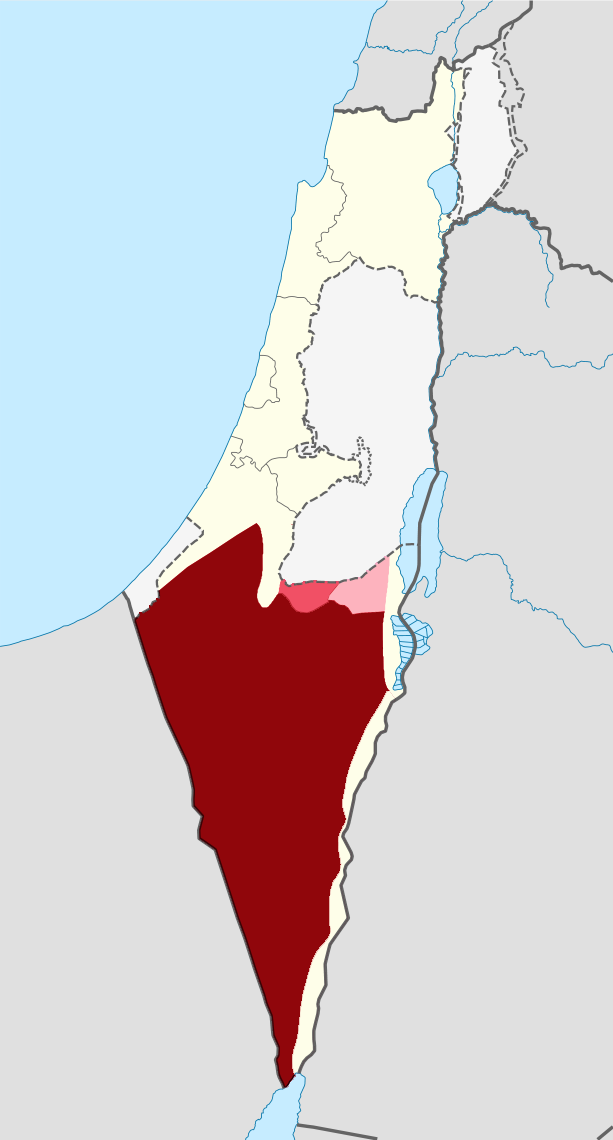
موقعیت صحرای نگو

'صحرای نِگِب یا نِگِوْ (به عربی: ٱلنَّقَب) بیابانی پهناور در جنوب اسرائیل است که ۵۵ درصد از خاک آن کشور را دربرمی‌گیرد. در این ناحیهٔ وسیع، جمعیت نسبتاً کم و پراکنده‌ای زندگی می‌کند. صحرای نگب کم و بیش هموار است؛ ولی در این بیابان، تپه‌های شنی و دره‌های باریک و وادی‌های متعددی نیز وجود دارند که زیبایی خاصی به آن می‌بخشد.
خاک بیابان نگب از نوعی است که باران را در خود جذب نمی‌کند و از این رو با بارش خفیف‌ترین ریزش باران، سیل جاری می‌گردد و نواحی پست را پر می‌کند و گاهی به جاده‌ها و ساختمان‌ها آسیب‌های عمده وارد می‌کند.
در بخش جنوبی بیابان نگب، یک ناحیه کوهستانی آغاز می‌شود که شامل دهانه‌های آتشفشانی و قله‌های سنگی و تیز است که از تخته‌سنگ پوشیده شده است. در این ناحیه، هوا خشک‌تر و کوه‌ها بلندتر هستند. سنگ‌های این ناحیه رنگ‌های متنوعی دارند و سه دهانه آتشفشان در آنجا دیده می‌شود که بزرگ‌ترین آنان دارای ۳۵ کیلومتر طول و ۸ کیلومتر عرض است.
یکی از زیبائی‌های طبیعی صحرای نگب، در نقطه جنوبی آن است که بندر ایلات در آنجا قرار گرفته است. در دوسوی بندر ایلات کوه‌های متوسطی واقع شده که هنگام غروب آفتاب به رنگ سرخ درمی‌آید و از این رو خلیجی که در آن ناحیه قرار دارد، دریای سرخ نامیده می‌شود.

## نگارخانه

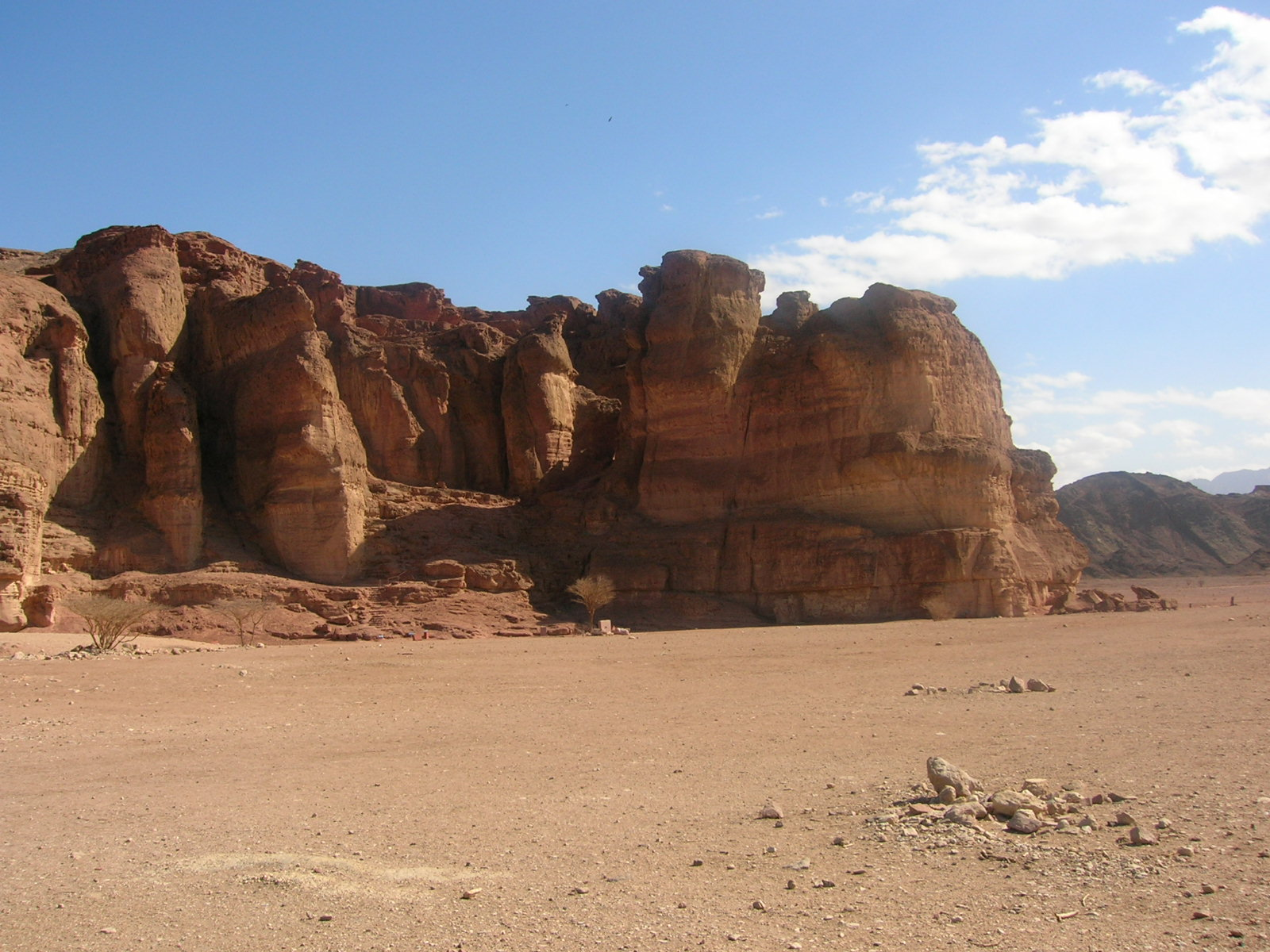
چشم‌انداز پارک تیمنا در نگب
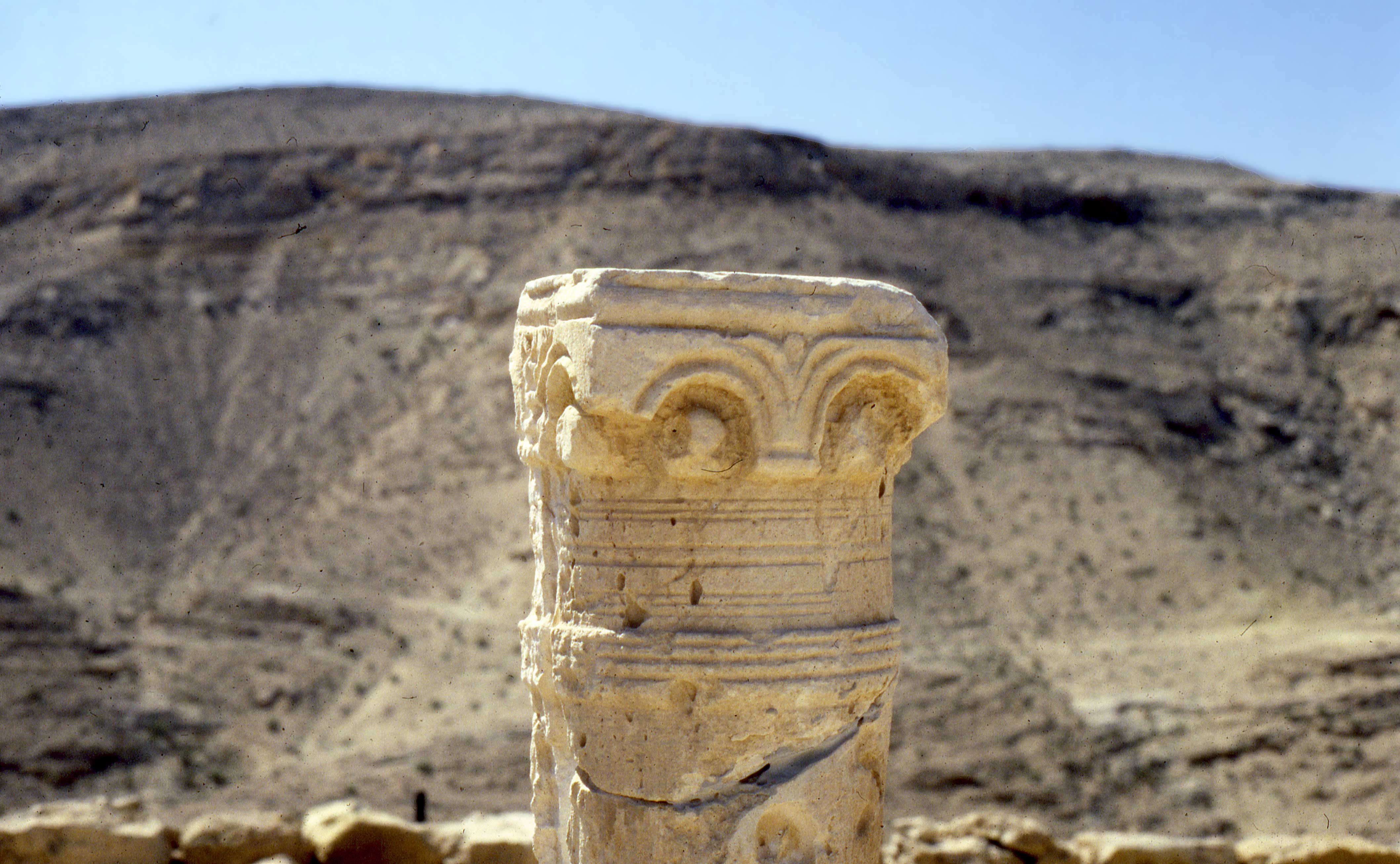
ویرانه‌هایی در صحرای نگو
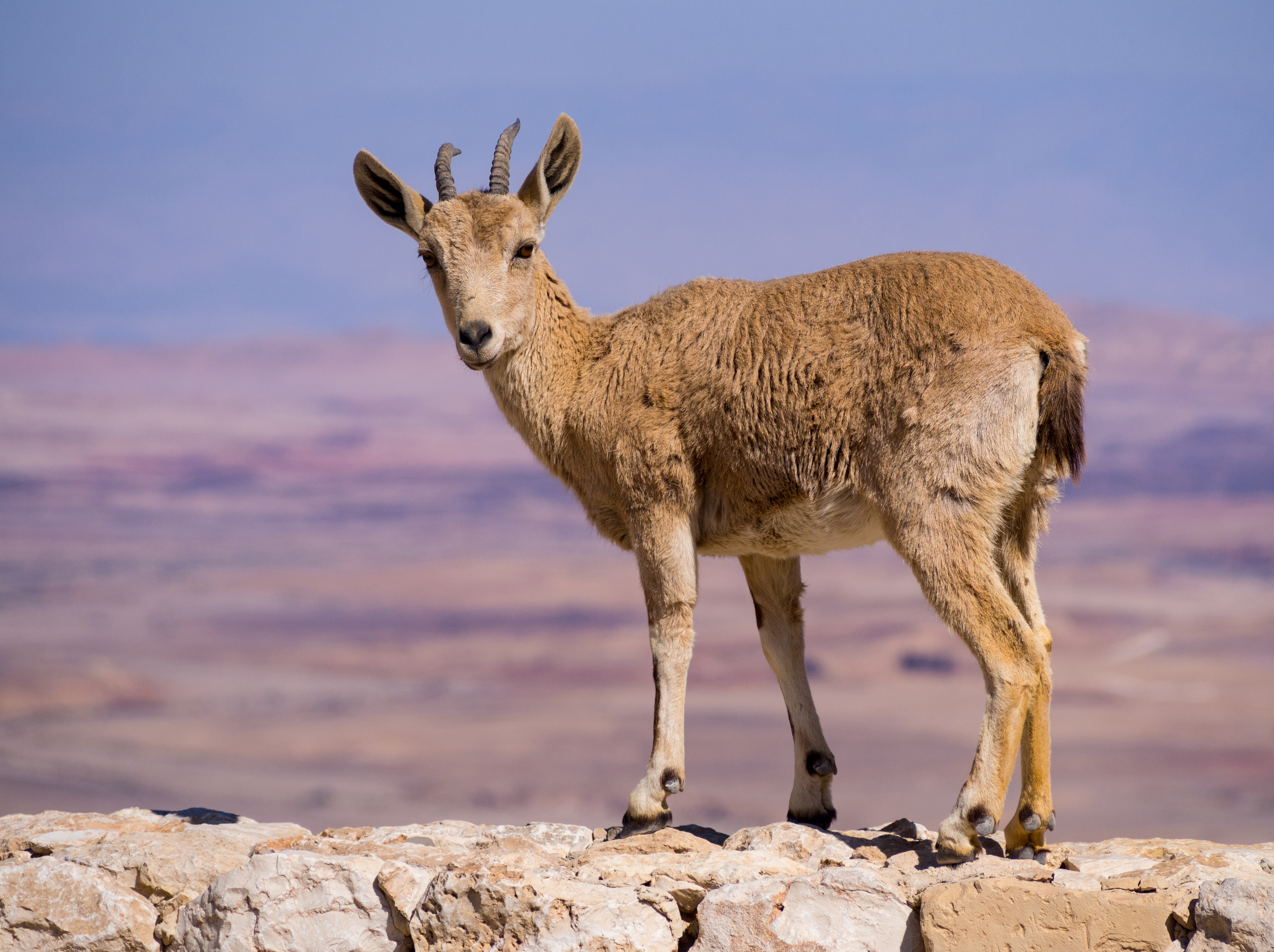
نگاره‌ای از یک بز کوهی نوبه‌ای در وادی رامون در صحرای نِگِب.
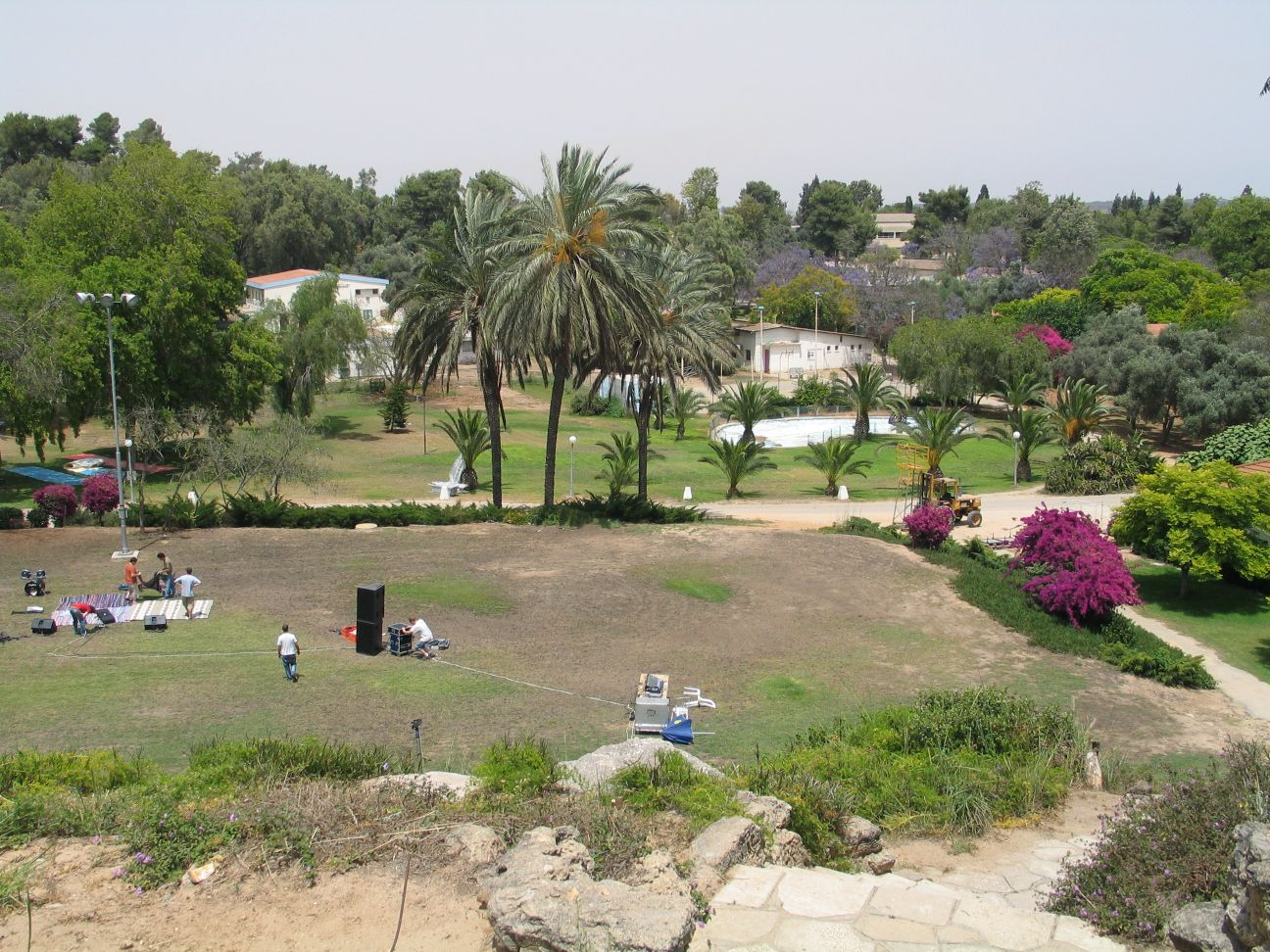
کیبوتص یاد مردخای در وسط بیابان‌های صحرای نگب به وجود آمده است.
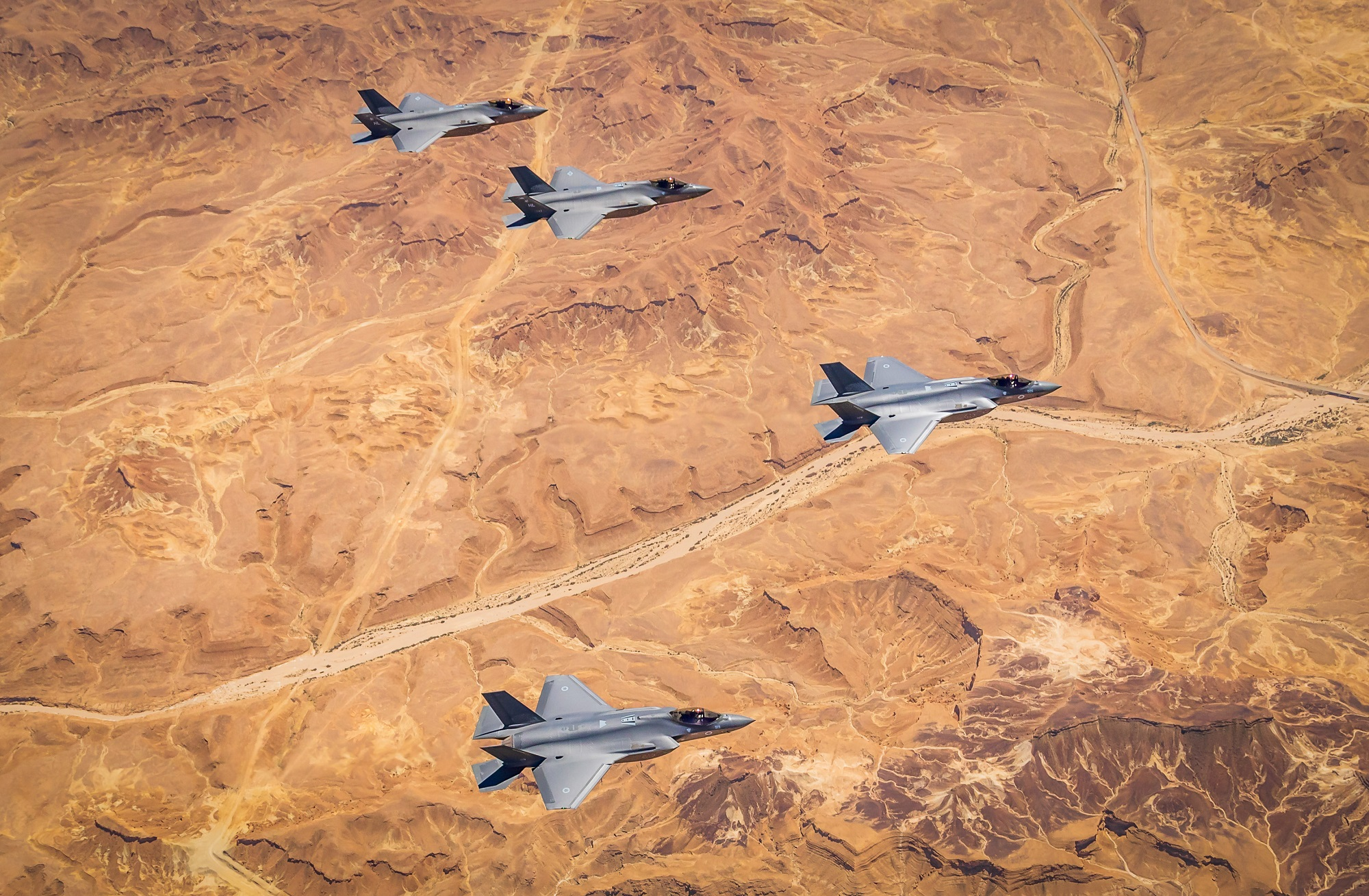
نگاره‌ای از چهار فروند جنگندهٔ اف-۳۵ در حال عملیات تمرینی بر فراز صحرای نگب